# 李伸 (弘治進士)
李伸（1472年—？），字道甫，陝西西安後衛軍籍平涼縣人，明朝政治人物。

## 生平
陝西鄉試第二十六名舉人。弘治十五年（1502年）中式壬戌科會試第九十一名，三甲第一百二十三名進士。授临汾县知县，正德二年（1507年）四月选授山东道試御史，巡视紫荆关等处，十年升浙江嘉兴府知府。

## 家族
曾祖李忠；祖父李英，義官；父李明，監生。母薛氏。具庆下。